# 倉敷川
倉敷川（くらしきがわ）は、倉敷市の倉敷美観地区から岡山市南区の児島湖に流れる二級河川。倉敷美観地区一帯は川沿いの柳並木と町並みで有名である。

## 概要
かつて倉敷は高梁川河口の干潟に面した港町であったが、江戸時代から周辺の新田開発により内陸の町になっていった。やがて新田開発により埋め立てられた干潟の僅かな残りの部分が入江となり、海の潮の干満にあわせて船が行き来する運河として機能し始めたのが倉敷川の始まりと云われている。
「汐入川」、「舟入川」または「前神川」とも呼ばれ、昭和30年代初めまで船による物資輸送が盛んに行われ、荷物を積み降ろす船溜りが美観地区より下流の入船橋付近にあった。しかし1959年（昭和34年）児島湾締切堤防が作られ、倉敷川は運河としての機能が失われ、一時期、市民の生活から離れた存在になった。また、川西町を通る倉敷用水と結んでいた新川が埋め立てられたことも追い討ちになり、源流を持たない汐入川であったため水質も悪化していった。

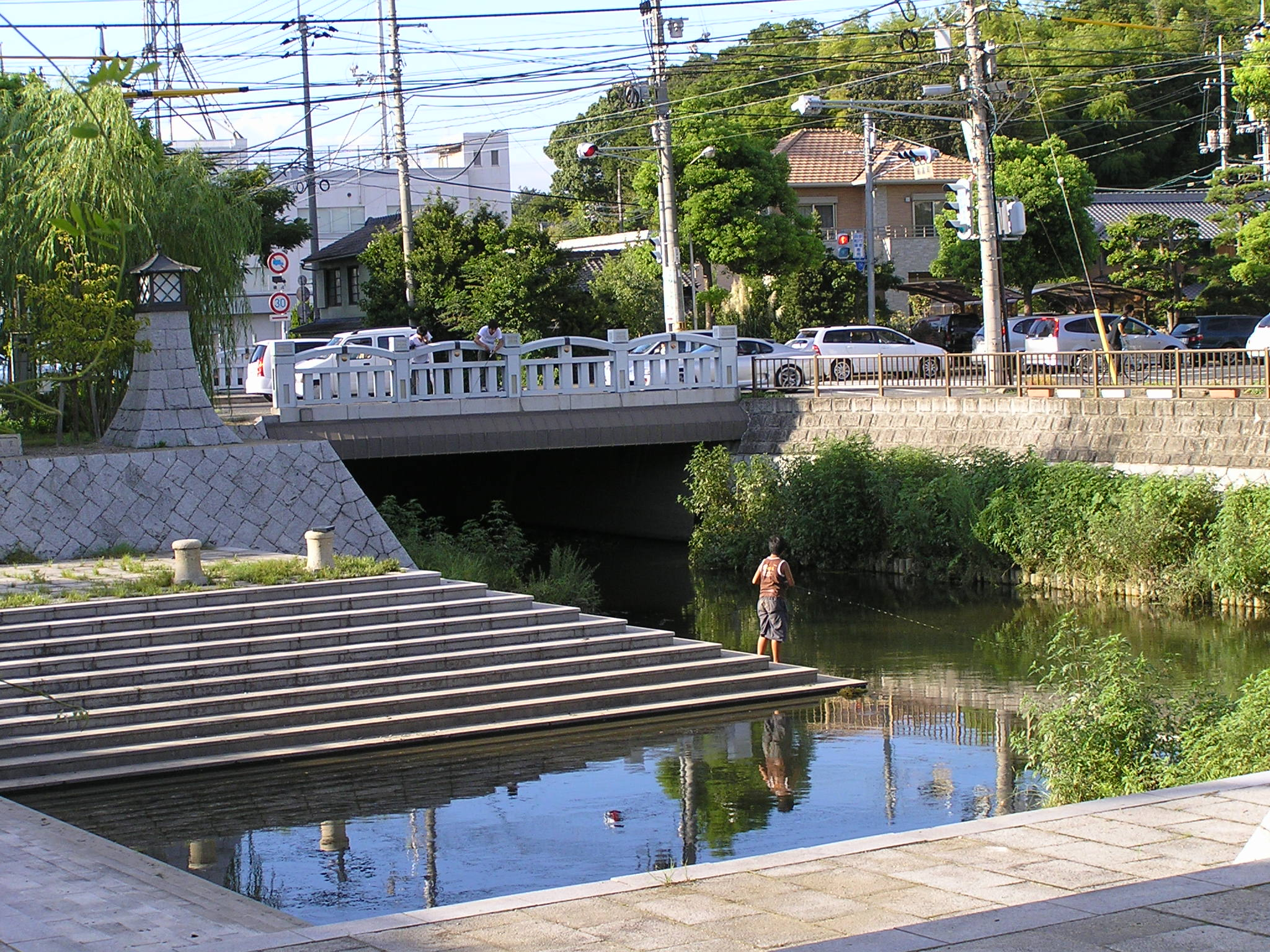
船溜りのあった入船橋付近

その後、高度成長期の観光ブームが転機になり、再び脚光を浴びることになる。1968年（昭和43年）、倉敷市による美観地区の整備に伴って一帯の川底の浚渫が行われるようになり、また地下水路を経て高梁川の水を導入する形で倉敷用水との通水を復活させる工事も行われ、近年になって中央1丁目から藤戸地区までの沿岸の公園化にも着手、船溜り跡に藤棚やベンチなどが置かれ、親水公園となった。
新田から粒浦一帯は市民グループによる桜を中心とした植樹が進み、付近の住民の散歩コースになるなど市民の憩いの場となっている。また、加須山付近の河畔では県内唯一のミズアオイ自生地であることから、住民らによって種蒔きが行われるなど自然環境を回復しようとする動きも活発になっている。
倉敷市粒江付近には、オオクチバスが多数生息しており、50 cmから60 cmの大型の個体も確認されている。釣り人の間でも、定番のポイントとして知られており、最盛期（春から秋にかけて）には、朝から夕方まで多くの釣り人たちでにぎわうが、電線にかかったまま放置されたルアーや、捨てられたゴミなどの多さが、水質悪化に追い討ちをかけているとの近隣住民のクレームも多い。

## 歴史

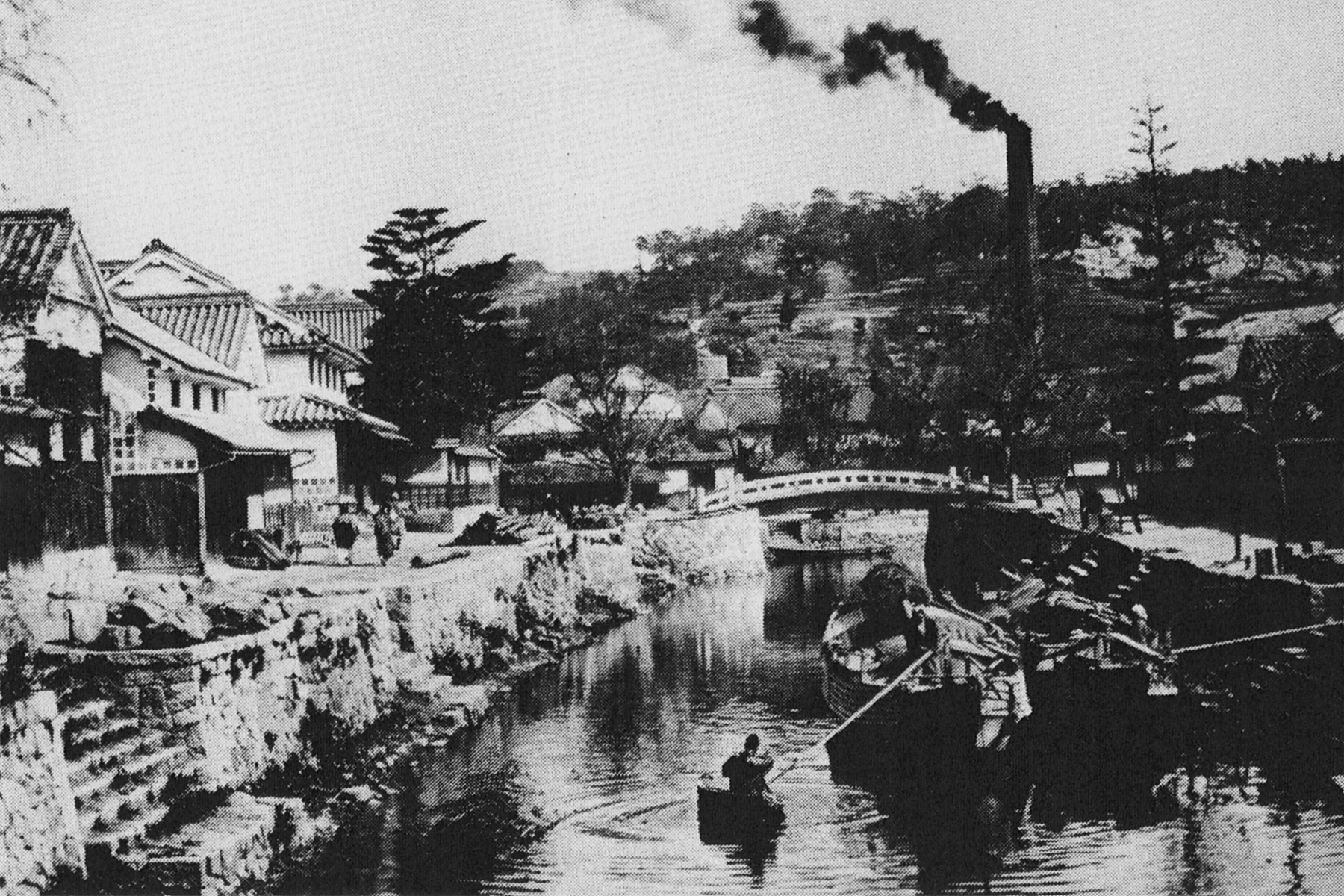
明治末期の倉敷川（大原孫三郎撮影）

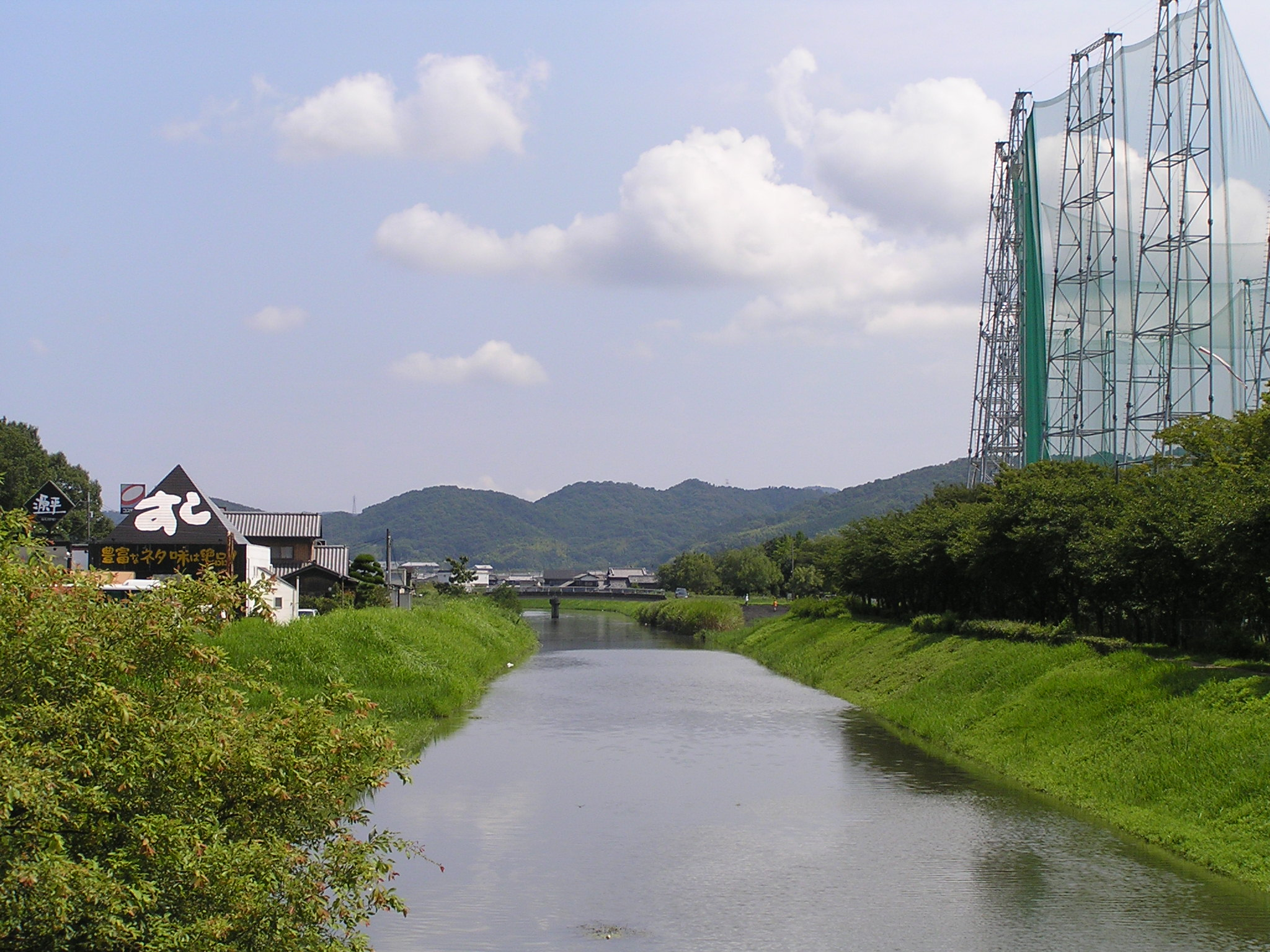
加須山・小瀬戸付近

1889年（明治22年）に倉敷紡績倉敷本社工場が開業し、工場への原綿の運び込みに使用されていた。

### 年表
- 2014年（平成26年）
  - 1月22日、倉敷川に残る旧倉敷紡績倉敷本社工場専用の荷揚げ場跡（倉敷市本町）で、舟荷の積み降ろしに使われたとみられるスロープ状の遺構が発見されたと倉敷市教育委員会が発表[1]。

## 支流
- 吉岡川
- 六間川
- 郷内川
- 丙川